# Europacup I hockey mannen 1996
De 23ste Europacup I hockey voor mannen werd gehouden van 24 tot en met 27 mei 1996 in het Duitse Mülheim. Het deelnemersveld bestond uit 8 teams. Uhlenhorst Mülheim won deze editie door in de finale Amsterdam H&BC te verslaan.

## Uitslag poules

### Eindstand Groep A
| Team                     | Pnt | GS | W | G | V | DV | DT | DS  |
| ------------------------ | --- | -- | - | - | - | -- | -- | --- |
| 1. Amsterdam H&BC        | 6   | 3  | 3 | 0 | 0 | 16 | 3  | +13 |
| 2. Atlètic Terrassa      | 4   | 3  | 2 | 0 | 1 | 17 | 3  | +14 |
| 3. Racing Club de France | 2   | 3  | 1 | 0 | 2 | 6  | 11 | -5  |
| 4. Royal Baudouin THC    | 0   | 3  | 0 | 0 | 3 | 1  | 23 | -22 |

### Uitslagen
- Terrassa - Baudouin 10-0
- Amsterdam - Racing 4-2
- Terrassa - Racing 6-0
- Amsterdam - Baudouin 9-0
- Racing - Baudouin 4-1
- Amsterdam - Terrassa 3-1

### Eindstand Groep B
| Team                  | Pnt | GS | W | G | V | DV | DT | DS  |
| --------------------- | --- | -- | - | - | - | -- | -- | --- |
| 1. Uhlenhorst Mülheim | 6   | 3  | 3 | 0 | 0 | 14 | 2  | +12 |
| 2. WKS Grunwald       | 3   | 3  | 1 | 1 | 1 | 5  | 6  | -1  |
| 3. RSHVSM Minsk       | 2   | 3  | 1 | 0 | 2 | 4  | 8  | -4  |
| 4. Cernusco           | 1   | 3  | 0 | 1 | 2 | 5  | 12 | -7  |

### Uitslagen
- Cernusco - Grunwald 1-3
- Uhlenhorst - Minsk 4-0
- Cernusco - Minsk 3-3
- Uhlenhorst - Grunwald 4-1
- Grunwald - Minsk 1-1
- Uhlenhost - Cernusco 6-1

## Finalewedstrijden

### Maandag 27 mei 1996
- 3B - 4A Minsk - Baudoin 2-1
- 3A - 4B Racing - Cernesco 2-1
- 2B - 2A Grunwald - Terrassa 1-3
- 1B - 1A Uhlenhorst - Amsterdam 3-0

## Einduitslag
1.  Uhlenhorst Mülheim 

2.  Amsterdam H&BC 

3.  Atlètic Terrassa 

4.  WKS Grunwald 

5.  RSHVSM Minsk 

6.  Racing Club de France 

7.  Royal Baudouin THC 

8.  Cernusco 